# باولو توتو
باولو توتو (بالإنجليزية: Paolo Totò)‏ (و. 1991  م) هو راكب دراجة هوائية إيطالي، ولد في مقاطعة فيرمو.

## سجل الفوز

### سباقات أو مراحل فاز بها
| التاريخ        | السباق                              | المركز                  |
| -------------- | ----------------------------------- | ----------------------- |
| 17 سبتمبر 2016 | ميموريال ماركو بانتاني 2016         | الثالث في التصنيف العام |
| 05 فبراير 2017 | غران بريميو ديلا كوستا إتروششي 2017 | الثامن في التصنيف العام |
| 19 فبراير 2017 | جي بي لاغونا 2017                   | الثاني في التصنيف العام |
| 26 فبراير 2017 | جي بي إيزولا 2017                   | التاسع في التصنيف العام |
| 05 مارس 2017   | جي بي إندوستريا وأرتيجياناتو 2017   | التاسع في التصنيف العام |
| 02 أبريل 2017  | جي بي أدريا موبيل 2017              | التاسع في التصنيف العام |
| 30 أبريل 2017  | 2017 Belgrade-Banja Luka II         |                         |
| 11 فبراير 2018 | تروفيو لايقويليا 2018               | الثاني في التصنيف العام |
| 18 فبراير 2018 | جي بي لاغونا 2018                   | الفائز في التصنيف العام |
| 25 فبراير 2018 | جي بي إيزولا 2018                   | التاسع في التصنيف العام |
| 25 مارس 2018   | كوبي وبارتالي 2018                  | السابع في تصنيف النقاط  |
| 24 فبراير 2019 | جي بي إيزولا 2018                   |                         |
| 04 أغسطس 2019  | 2019 Grand Prix Kranj               |                         |
| 10 أغسطس 2019  | 2019 Tour of Szeklerland            |                         |

## روابط خارجية
- باولو توتو على موقع الاتحاد الدولي للدراجات (الإنجليزية)
- باولو توتو على موقع أرشيف الدراجات (الإنجليزية)
- باولو توتو على موقع إحصائيات الدراجات الإحترافية (الإنجليزية)
- باولو توتو على موقع نسبة الدراجات (الإنجليزية)